# Рудолф Клаузиус
Рудолф Юлиус Емануел Клаузиус (на немски: Rudolf Julius Emanuel Clausius) е германски физик, смятан за един от основоположниците на термодинамиката. Основният му принос е въвеждането на идеята за ентропия и формулирането на Втория закон на термодинамиката.

## Биография
Клаузиус е роден в Кьослин в провинция Померания, Прусия. Баща му е протестантски пастор и училищен инспектор, а Рудолф учи в училището на баща си. След няколко години Рудолф се премества в гимназия в Щетин. Клаузиус завършва Берлинския университет през 1844 г., където учи математика и физика сред Хайнрих Густав Магнус, Петер Густав Льожон Дирихле и Якоб Щайнер. През 1847 г. защитава докторска дисертация в университета в Хале, отнасяща се до оптичните ефекти в земната атмосфера. След това преподава физика в берлинското училище за артилерия и инженерство и в Берлинския университет. През 1855 г. е назначен за професор във Висшето техническо училище в Цюрих, където остава до 1867 г. През тази година се премества във Вюрцбургския университет, а през 1869 г. се мести в Бонския университет.
През 1870 г. Клаузиус организира медицински корпус в хода на Френско-пруската война. Той е ранен в битка, което му оставя дълготрайна инвалидност. Награден е с Железен кръст за службата си.
Жена му, Аделхайд Римпан, умира по време на раждане през 1875 г., оставяйки го сам да отглежда шест деца. Той продължава да преподава, но разполага с по-малко време за изследвания. През 1886 г. се жени за Софи Сак, от която има още едно дете.
Две години по-късно Клаузиус умира на 24 август 1888 г. в Бон.

## Трудове
- Ueber die bewegende Kraft der Wärme und die Gesetze, welche sich daraus fuer die Wärmelehre selbst ableiten lassen, Poggendorffs Annalen, Band 79, 1850, S. 368 – 397, 500 – 524.
  - mit Kommentar herausgegeben von Max Planck 1898, 1921, Leipzig, (Ostwalds Klassiker der exakten Wissenschaften 99), Reprint, 1982, Akademische Verlagsgesellschaft Geest & Portig.
- Über die Anwendung der mechanischen Wärmetheorie auf die Dampfmaschine. In: Annalen der Physik und Chemie, Reihe 4, 97 (1856), S. 441 – 476, 513 – 558.
- Über verschiedene, für die Anwendung bequeme Formen der Hauptgleichungen der mechanischen Wärmetheorie, Annalen der Physik und Chemie, Band 125, 1865, S. 353 – 400.
  - auch Vortrag vor der Zürcher Naturforschenden Gesellschaft, Vierteljahresschrift der Naturf. Ges. Zürich, 10. Jahrgang 1865, Heft 1, 1 – 59.
- Über den zweiten Hauptsatz der mechanischen Wärmetheorie: ein Vortrag, gehalten in einer allgemeinen Sitzung der 41. Versammlung deutscher Naturforscher und Aerzte zu Frankfurt a. M. am 23. September 1867, Vieweg 1867.
- Über die Art der Bewegung, welche für Wärme nennen, Annalen der Physik und Chemie, Band 100, 1857, S. 353.
- Über die mittlere Weglänge, welche bei der Molecularbewegung gasförmiger Körper von den einzelnen Molecülen zurückgelegt werden, nebst einigen anderen Bemerkungen über die mechanische Wärmetheorie, Annalen der Physik und Chemie, Band 105, 1858, S. 239.
- Die Potentialfunction und das Potential: ein Beitrag zur mathematischen Physik, Verlag von Johann Ambrosius Barth, Leipzig 1859.
- Abhandlungen über die mechanische Wärmetheorie, 2 Bände, Vieweg 1864, 1867 (als Abhandlungen über die mechanische Wärmetheorie), 2. Auflage 1876, 1879.
- Die kinetische Theorie der Gase, Die mechanische Wärmetheorie, Band 3, 2. Auflage, Vieweg 1889 – 1891, Hrsg. Max Planck, Carl Pulfrich
- Ueber einen auf die Wärme anwendbaren mechanischen Satz, Annalen der Physik, Band 217, 1870, S. 124 – 130.